# Nigel Barker
Nigel Barker (Londres, Inglaterra, 27 de abril de 1972) es un fotógrafo de moda, autor, portavoz, cineasta, y exmodelo británico. Es conocido por su participación como jurado y fotógrafo en el programa America's Next Top Model, y ahora es el presentador del programa The Face.

## Inicios
Barker nació en Londres. Su padre es de origen irlandés y portugués; y su madre es de ascendencia de Sri Lanka. Su madre, que fue una exconcursante de Miss Sri Lanka, jugó un papel importante en la formación de su respeto por la profesión de modelo a medida que crecía. Barker creció en una familia con cinco hermanos de un total de tres matrimonios, y vivió allí hasta la edad de dieciocho años. Barker asistió a Bryanston School, un internado, donde tomó su nivel avanzado en biología, química y física.

## Carrera
Planeaba continuar sus estudios de medicina, pero la madre de Barker lo ingresó en una búsqueda televisiva modelo en The Clothes Show. Barker terminó siendo un finalista en el programa, que comenzó su carrera como modelo. Él modeló por alrededor de 10 años en Londres, Milán, París y Nueva York. Como joven modelo, observó que la industria de la moda estaba cambiando, que «los modelos se estaban reduciendo y un modelo masculino bien construido de 1,93 m no se vendía».
Siendo adaptable al cambio y amante de la industria de la moda, en 1996, hizo la transición de modelo a fotógrafo de moda.
Barker abrió su propio estudio fotográfico, StudioNB, en el Meat Packing District de Manhattan. Barker ha fotografiado editoriales para GQ, Interview, Seventeen, Town & Country, Lucky, Tatler y Cover. Ha fotografiado campañas publicitarias para Land's End, Leviev, Nicole Miller, Nine West, Ted Baker, Jordache, Pamella Rolland, Beefeater, Ford y Sony.
Barker fue juez por 17 ciclos en el reality show de Tyra Banks, America's Next Top Model. También fue juez oficial del concurso Miss America en 2007 y del concurso Miss Universo en 2012. También es productor ejecutivo del concurso basado en la fotografía de VH1, The Shot. En febrero de 2013, Barker se convirtió en el presentador de The Face. Después de una exitosa primera temporada con las supermodelos Karolína Kurková y Coco Rocha a su lado, el programa ahora entra en su segunda temporada presentando a la entrenadora de supermodelos Naomi Campbell, y las supermodelos Anne V y Lydia Hearst.
Barker hizo una aparición especial como fotógrafo en el tercer ciclo de Canada's Next Top Model, y en el episodio 10 del primer ciclo de New Zealand's Next Top Model. Barker apareció como juez invitado y fotógrafo en el primer ciclo de Mexico's Next Top Model. También hizo una aparición especial en el segundo ciclo de Benelux' Next Top Model.
Su debut como director fue un documental muy aclamado que también produjo llamado, A Sealed Fate?, seguido de, Generation Free y Haiti: Hunger and Hope, que se asocian con las organizaciones benéficas respectivas: The Humane Society of the United States, Elizabeth Glaser Pediatric AIDS Foundation y Edeyo Foundation, para destacar algunos de los problemas más apremiantes de nuestro mundo. Además, Barker es una celebridad embajadora de la Fundación Make-A-Wish, Do Something, la iniciativa The United Nation Foundation's Girl Up y fotógrafo de campaña de Fashion Targets Breast Cancer.
Barker ocupa puestos de portavoz de marcas destacadas, entre ellas, Microsoft, Sony, Crest White Strips y Nine West. Barker aparece junto a Justin Timberlake y Peyton Manning en la campaña publicitaria nacional de 2010 de Sony. Además, ha prestado su personalidad a los cameos de televisión y largometrajes, a la organización y presentación de eventos. Barker apareció como un juez de celebridades para el concurso de Miss America de 2008 y tuvo papeles de cameo en varias series de televisión, incluyendo, The Young and the Restless, Privileged, Stylista, Style Her Famous y Ugly Betty, así como un cameo en el largometraje Arthur (2011), con Jennifer Garner, Russell Brand, Nick Nolte y Helen Mirren. Ha sido presentador de numerosos eventos, incluidos los Premios Emmy 2007, 2008 y 2010 en Fox Broadcasting Company, las galas Go Green de 2008 y 2009 en Nueva York, los Premios Genesis y los Global Fashion Awards de 2010. En 2017, Nigel Barker se convirtió en el «glambassador» oficial de la bodega neozelandesa Invivo, Barker publicó un libro sobre belleza, Nigel Barker's Beauty Equation: Revealing a Better and More Beautiful You, publicado en septiembre de 2010, de Abrams Image. El libro guía al lector a través de una serie de desafíos de autorretrato y diario, que ayudan al lector a descubrir su belleza interior mediante la construcción de la confianza y la autoestima y, a su vez, mejorar su belleza exterior.
En enero de 2009, Barker abrió una exhibición de fotografía, «Haití: Hunger and Hope», en la Milk Gallery en la ciudad de Nueva York. Su trabajo en Haití le valió una nominación al premio «Do Something with Style Award» de los Premios Do Something de VH1. La entrega de premios, producida por VH1, está dedicada a honrar a las personas que hacen el bien y está impulsada por Do Something, una organización que tiene como objetivo potenciar, celebrar e inspirar a los jóvenes.
Barker se asoció con Taylor Swift para rodar un álbum de fotos de la joven superestrella titulada hours, que hizo su debut en noviembre de 2012. En septiembre de 2013, Barker fotografió a Nadia Lacka, Liliane Ferrarezi, Jordan y Zac Stenmark en Bedtime Stories, que apareció en la edición de septiembre de la revista Numero de Rusia.
En 2016, fue uno de los jueces invitados en la final de Miss USA 2016 en T-Mobile Arena, Las Vegas, Nevada, Estados Unidos.
En noviembre de 2016, Barker se asoció con Adorama en una nueva serie web llamada Top Photographer, que se inspiró en el Top Model de Banks. El ganador de la temporada fue el exalumno de la Universidad Academia de Arte, Scott Borrero.
En junio de 2017, Nigel Barker fue contratado como el «Glambassador» oficial de la bodega neozelandesa Invivo.
En 2017 se unió al décimo ciclo de Holland's Next Top Model como juez. En 2018 se unió al panel de jueces para la primera temporada de Curvy Supermodel, una serie derivada de Holland's Next Top Model.

## Vida personal
Barker está casado con Cristen Chin, modelo y representante de CoverGirl desde 1999. La pareja se conoció en Milán a través del agente de Cristen; y para Barker, fue amor a primera vista. «Esa noche», explica Barker, «llamé a mi madre y le dije: "He conocido a esta chica y me voy a casar con ella". La tierra se movió. Tan hermosa como ella es en el exterior, también tiene un corazón increíble». 
 La pareja reside en la ciudad de Nueva York con sus dos hijos, Jack y Jasmine, y su perro, Memphis.